# Seeadler Harbour
Seeadler harbour (oprindelig: Seeadlerhafen) er en bugt ved øen Manus, som er hovedøen i Admiralitetsøerne i Bismarckarkipelaget. Havnens yderside dannes af øen Los Negros, som er adskilt fra Manus af Lonui-sundet.

## Historie
Bugten er opkaldt efter det tyske skib SMS Seeadler. I januar 1900 havde den tyske koloniforvaltning afsendt en straffeekspedition til admiralitetsøerne. Den bestod bl.a. af korvetkaptajn Schack, der sejlede til øen fra Herbertshöhe.
Den 25. oktober 1911 blev der rejst en regeringsstation på stedet. Personalet på stationen bestod ud over stationslederen af en politimester, en sanitetshjælper og 50 indfødte politisoldater. Da 1. verdenskrig brød ud i 1914 ødelagde den der stationerede enhed bygningerne endnu inden australierne besatte øerne.
I april 1942 besatte japanske enheder øen og udbyggede havnen. Under operation Brewer blev havnen i besat af amerikanerne i begyndelsen af 1944. Der opbyggede de en flådebase, som fik stor betydning ved isoleringen af Rabaul og erobringen af Filippinerne. På øen blev der også bygget en flyvebase samt Lombrum Seaplane Base.
Den 10. november 1944 indtraf der en katastrofe da ammunitionsskibet USS Mount Hood sprang i luften hvorved mange matroser blev dræbt og flere skibe sænket. 
Efter krigen blev basen rømmet af amerikanerne. I bugten ligger der imidlertid stadig skibsvrag, som vidner om de heftige kampe på stedet.

## Eksterne kilder
- Vrag i Seeadler Harbour
- Seeadlerhafen, Arkiveret 18. november 2015 hos  Wayback Machine i: Deutsches Kolonial-Lexikon, Band III, Leipzig 1920, S. 328.

2°1′13″S 147°21′52″Ø / 2.02028°S 147.36444°Ø